# Kościół Najświętszego Serca Jezusa i św. Floriana w Poznaniu
Kościół Najświętszego Serca Jezusa i św. Floriana w Poznaniu – świątynia parafialna nawiązująca do stylu neoromańskiego znajdująca się na Jeżycach przy ul. Kościelnej 3. Od roku 2017 jest wielkopostnym kościołem stacyjnym.

## Historia
W kwietniu 1890 ówczesny proboszcz parafii św. Wojciecha, która obejmowała wieś Jeżyce, zakupił za zgodą administratora archidiecezji poznańskiej Edwarda Likowskiego dwie parcele przy ul. Kościelnej płacąc za nie 32 900 marek, które spłacono ze składek wiernych parafii i diecezji w sześć lat. Na gruncie należącym już do kościoła, jeszcze w 1890 wzniesiono klasztor elżbietanek, które przybyły na Jeżyce w październiku tego roku.
Przez następnych kilka lat trwała dyskusja, czy planowany kościół ma stać się świątynią nowej parafii czy jedynie filią parafii św. Wojciecha. Decyzję o erygowaniu parafii podjął 28 czerwca 1894 prymas Florian Stablewski, jednak musiało ją jeszcze zatwierdzić Ministerstwo Spraw Duchownych i Szkolnych, co nastąpiło w grudniu, a odpowiednie zezwolenie wydano 6 stycznia 1895.
W 1894 na działce wybudowano ochronkę, którą prowadziły elżbietanki, kaplicę, która aż do wzniesienia właściwej świątyni miała pełnić funkcję kościoła oraz salę, która służyła spotkaniom różnych organizacji katolickich. Kamień węgielny został wmurowany 21 listopada 1897 przez prymasa Stablewskiego. W tym samym roku, w głosowaniu wybrano również patrona parafii – św. Floriana. Podwójne wezwanie zatwierdził Leon XIII, który nadał jednocześnie podwójny przywilej odpustowy, w dzień św. Floriana oraz na uroczystość Serca Jezusowego. Z powodu wyboru św. Floriana na patrona świątynia stała się też kościołem garnizonowym straży pożarnej.
Konkurs na nowy kościół wygrał projekt prof. Jana Rakowicza wzorowany na romańskim kościele w Schwäbisch Gmünd w Wirtembergii. Miała to być duża świątynia na 2500 osób.
Konsekracja świątyni miała miejsce w 1911. Podczas I wojny światowej skonfiskowano komplet dzwonów kościelnych. W 1919 przy kościele powstała grota Matki Boskiej z Lourdes. W 1927 na wieży zawisły nowe dzwony, wykonane przez F. Felczyńskiego z Kałusza: Serca Jezusowego – 1554 kg, Świętych Apostołów – 617 kg, Świętego Floriana – 495 kg oraz Królowej Korony Polskiej – 335 kg.
W okresie międzywojennym przy kościele działały liczne organizacje katolickie oraz dwa chóry. Wydawano również dwa czasopisma. 6 października 1941 władze okupacyjne zamknęły świątynię zmieniając ją na magazyn archiwum. Kościół i zakrystię ograbiono z części wyposażenia oraz ponownie skonfiskowano dzwony.
Podczas walk o miasto w 1945 zniszczeniu uległy dachy i wieża. Po usunięciu składowanych dokumentów (wywózkę rozpoczęto 22 maja 1945) świątynię ponownie otwarto 5 czerwca 1945. Podczas renowacji w 1949 z wieży usunięto strzelisty hełm i zegar, a do naw bocznych dobudowano dostosowane stylem kruchty. W latach 1950–1953 odnowiono wnętrze i odtworzono zaginione elementy ruchome wystroju. Na wieżę trafił trzeci już komplet dzwonów, tym razem trzech, odlanych z żelaza.
W 1977 kościół wpisano do rejestru zabytków. W dniu 2 czerwca 1981, dzięki zbiórce złomu metali kolorowych wśród parafian, na wieży zawisł czwarty w historii świątyni zestaw dzwonów. Są to odlane z odpowiedniego stopu dzwony Najświętszego Serca Jezusa (o wadze 1190 kg), Maryi Królowej Polski (700 kg), Świętego Józefa (580 kg) i Świętego Floriana (305 kg). W latach 1980–1986 odnowiono witraże. Ostatni remont elewacji miał miejsce w 2005 roku.

## Opis
Jest to trójnawowy, bazylikowy kościół na planie krzyża, wybudowany z czerwonej cegły w stylu neoromańskim, o długości 58 m i szerokości 34 m. W fasadzie uwagę zwraca portal z figurą Jezusa wskazującego lewą ręką na Swoje Serce prawą błogosławiącego, autorstwa Władysława Marcinkowskiego. Nad portalem znajduje się rozeta z witrażem przedstawiającym Serce Jezusowe – największe tego rodzaju w Poznaniu. Fasadę zdobią także dwa mniejsze witraże: „Chrystus z owieczkami” i „Źródło żywej wody pojącej jelenie”. W południowej ścianie znajdują się tablice upamiętniające Piotra Wawrzyniaka oraz księży parafii, którzy zginęli podczas II wojny światowej w KL Dachau (wikariusze) i w Forcie VII (proboszcz).
Przylegająca do bryły świątyni wieża pierwotnie miała 61 m (obecnie jest niższa o około 15 m). Zdobią ją prześwitujące biforia i triforia.
Wnętrze, przykryte drewnianym stropem zdobią secesyjne polichromie wykonane w latach 1910–1911 przez lwowiaka Tadeusza Sulimę-Popiela. Przedstawiają one następujące sceny: „Przejście św. Piotra przez jezioro”, „Pan Jezus wskrzeszający zmarłego”, „Pan Jezus przyjaciel dzieci”, „Hołd Trzech Mędrców i pasterzy”, „Ukazanie się anioła w Betlejem”, „Chrzest Chrystusa w Jordanie”, „Ostatnia Wieczerza”, „Sakrament chorych”, „Sakrament kapłaństwa”, „Matka Boska opiekunka wiernych” i „Sakrament małżeństwa”. Zestaw witraży wykonał C. L. Türke z Żytawy.
W ołtarzu głównym, zaprojektowanym przez Kazimierza Rucińskiego-Nagórny, znajduje się wykonana przez Władysława Marcinkowskiego figura Serca Jezusowego. W prezbiterium znajdują się dębowe stalle. Z tego samego okresu pochodzi droga krzyżowa (poza stacją XIV, która jest kopią z 1945). Ambona pochodzi z 1928 roku.
W południowej nawie znajduje się ufundowany przez Towarzystwo Przemysłowe ołtarz św. Floriana z 1900 roku. Później dobudowano ołtarze św. Józefa (fundacja Towarzystwa Robotników) w nawie północnej, Matki Boskiej Częstochowskiej (fundacja Bractwa Żywego Różańca Matek) oraz św. Izydora (fundacja Bractwa św. Izydora) w transepcie. Wyposażenie dopełniają organy pneumatyczne wykonane w ludwigsburskiej firmie Walcker.
Przy kościele znajduje się grota loretańska. Z oryginalnego wyposażenia dotrwały do naszych czasów figury św. Floriana i prawdopodobnie św. Józefa na szczycie konstrukcji, autorstwa Kazimierza Rucińskiego. Sama figura Matki Boskiej pochodzi z 1957 roku.
Część uszkodzonych balasek z kościoła znajduje się w Lapidarium UAM.

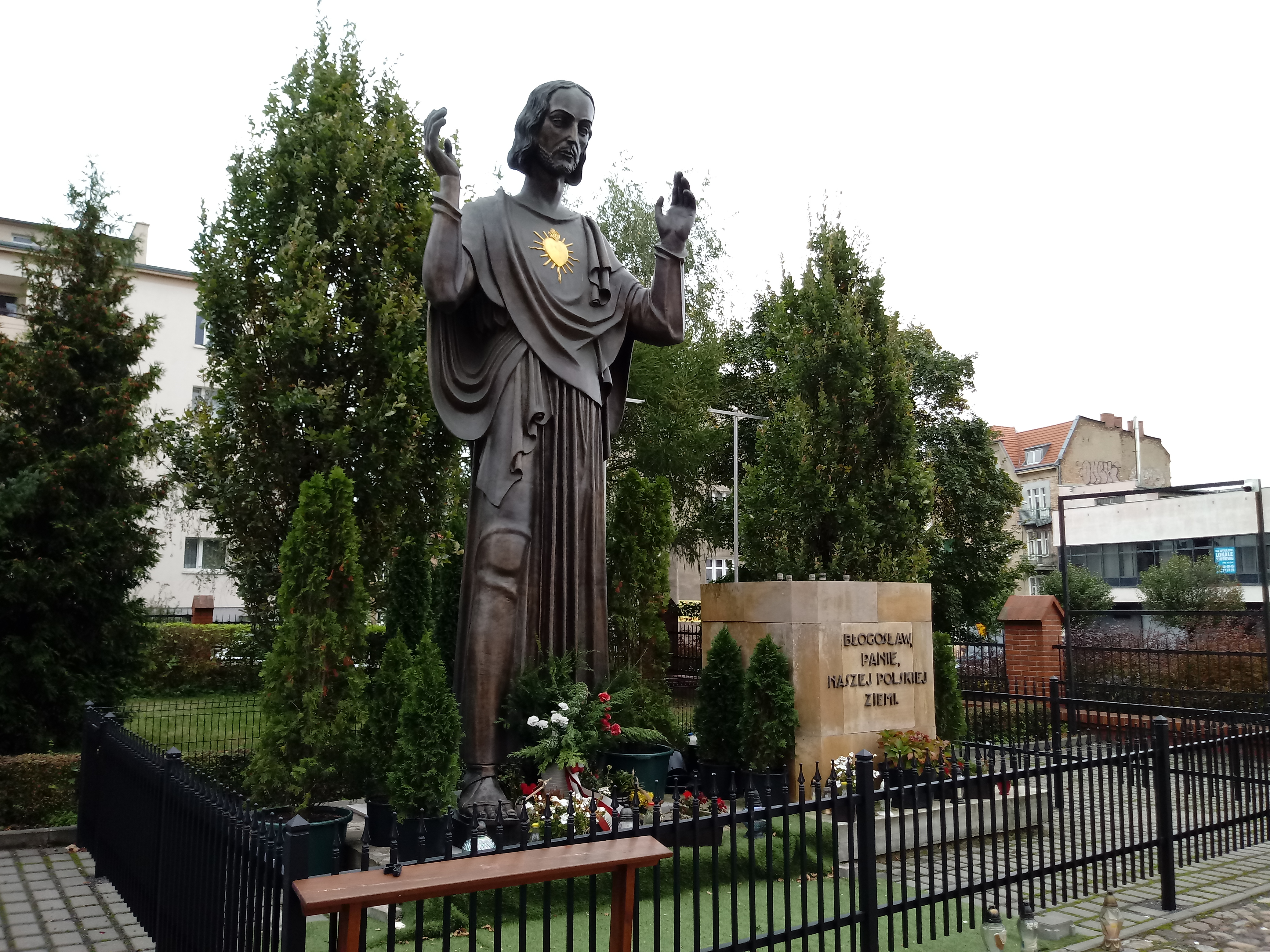
Figura Najświętszego Serca Pana Jezusa przy kościele św. Floriana

Przy kościele od jego północnej strony ustawiona została w połowie 2016 roku figura Najświętszego Serca Pana Jezusa.